# Fredric Thurfjell
Jan Fredric Thurfjell, född 10 mars 1966 i Luleå, är en svensk skådespelare och saxofonist. 

## Biografi
Thurfjell är utexaminerades från Statens scenskola i Malmö 1992 och har studerat saxofon, på Skeppsholmens folkhögskola samt på Musikhögskolan Ingesund.  Sedan 1992 har han varit verksam på bland annat Teater Pero, Dramaten, Malmö stadsteater, Skottes Musikteater och Västmanlands teater. I Sveriges Television har han bland annat spelat vitvaruhandlaren Olsson i serien Lite som du och den skånska nazistsamordnaren Garry Persson i Familjen Babajou, I filmen Hotell Gyllene Knorren.gjorde han fågelskådaren Bruno.
Han har regisserat teater på Teater Pero och nycirkus, Marcirkus, med Gycklargruppen Trix på Västmanlands teater. Inom varieté har han flera år turnerat med Varieté Vauduvill som akrobat, illusionist, eldslukare med mera. Han spelade även Herr Capulet i Dramatens och Cirkus Cirkörs nycirkusproduktion av Shakespeares Romeo och Julia, med gästspel på Wiener Festwoche i Wien. Har flera år gjort eldshower på Skeppsholmens folkhögskolas Eldfest. 
Som musiker använder han ofta olika slags saxofoner – med specialisering på kontrabassaxofon – på teaterscenen. Han spelar i musikgrupperna Karlsons Klezmer, The Great Learning Orchestra samt friform-bandet Dancing Dolls. Han håller också workshops i musik i Great Learning Orchestras regi. 

## Filmografi (urval)
- 2005–2006 – Lite som du (TV-serie)
- 2011 – Hotell Gyllene Knorren – filmen
- 2016 – Midnattssol (TV-serie)
- 2017 – Rebecka Martinsson (TV-serie)